# Луид Оуен
Луид Оуен (на уелски: Llwyd Owen) е уелски преводач, поет и писател на произведения в жанра драма, трилър и криминален роман. Пише предимно на уелски език.

## Биография и творчество
Луид Оуен е роден на 4 януари 1977 г. в Кардиф, Уелс. След завършване на гимназия в Кардиф следва в университета на Бангор.
Първият му роман „Ffawd, Cywilydd a Chelwyddau“ (Съдба, срам и лъжи) е издаден през март 2006 г., а вторият му роман „Вяра, надежда и любов“ е издаден през ноември 2006 г.
Романът му „Вяра, надежда и любов“ е история за младежката субкултура във Великобритания, като зад грубостта и вулгарността на главния герой, младия Алън Брейди, е скрит стремежът му чиста любов, макар съдбата да му е предопределила мечтите му да останат несбъднати в една саможертва. Романът получава наградата за Книга на годината на Уелс за книга на уелски език. Номиниран за наградата на Националния фестивал „Айстедфод“ на Уелс, но тя не му е присъдена с мотиви, че излиза „отвъд нормалните и безопасни граници за публикуване“ поради смущаващото си съдържание, псувни и жаргон, което е необичайно в литературата на уелски език.
Освен романи той публикува разкази, поезия и фотографии, и представя през 2008 г. документален филм за художниците от Кардиф в телевизионния канал на уелски език S4C.
Луид Оуен живее със семейството си в Кардиф.

## Произведения

### Самостоятелни романи
- Ffawd, Cywilydd a Chelwyddau (2006)
- Ffydd Gobaith Cariad (2006)
Вяра, надежда и любов, изд. „Матком“ (2021), прев.
- Yr Ergyd Olaf (2007)
- Mr Blaidd (2009)
- Un Ddinas Dau Fyd (2011)
- Heulfan (2012)
- Y Ddyled (2014)
- Taffia (2016)
- Pyrth Uffern (2018)
- Rhedeg i Parys (2020)

### Новели
- Iaith y Nefoedd (2019)